# Ivan Bujanović
Ivan Bujanović (Piskorevce, 1852. március 26. – Zágráb, 1927. március 28.), horvát katolikus pap, teológus, egyetemi tanár, a Zágrábi Egyetem rektora. Elsőként adta ki horvát nyelven a teológia dogmatikai rendszerének legfontosabb elemeit.

## Élete és munkássága
Ivan Bujanović 1852-ben született a szlavóniai Diakovár melletti Piskorevce faluban. Édesapja, és a Moldini családból származó édesanyja is tanár volt. Elemi iskolai tanulmányait Drenye faluban kezdte meg, mivel édesapja ott tanított. Középiskolai tanulmányait 1861-ben az Eszéki Gimnáziumban folytatta. 1868-ban belépett a diakovári papi szemináriumba és ezzel egyidejűleg a püspöki líceumban tanult. Két év elvégzése után tehetséges diákként a Pesti Központi Szemináriumba küldték. 1874-ben pesti tanulmányai végeztével Josip Juraj Strossmayer diakovári püspök szentelte pappá. Ezután rövid ideig Péterváradon dolgozott káplánként, majd saját kérésére Novi Banovciba helyezték át. 1875 szeptemberében Bécsbe, az Augustineum Intézetbe küldték teológiát tanulni. Itt 1877-ig volt, majd visszatért Eszékre, ahol a Királyi Főgimnáziumban dolgozott hitoktatóként. 
1879-ben a Bécsi Egyetem Teológiai Karán doktorált. 1882-ben Strossmayer püspök ajánlásával sikeresen jelentkezett zágrábi I. Ferenc József Egyetem Hittudományi Karának dogmatikai tanári állására. Hosszas huzavona és többszöri kérelem után azonban a király csak 1889. július 9-én nevezte ki Bujanovićot rendes egyetemi tanárnak. Ezt követően 1890 és 1920 között hat alkalommal töltötte be a Hittudományi Kar dékáni tisztét. Ivan Bujanović volt a Hittudományi Kar egyetlen professzora, akit két ciklusra az egyetem rektorává választottak. 1891/1892-es első megválasztás alkalmával „A kereszténység mint az intelligencia alapelve és minden kultúra lelke” címmel tartotta meg székfoglaló beszédét. Hangsúlyozta a kereszténység jelentőségét a kultúra megőrzésében és fejlesztésében, ellenpéldaként a pogány kultúrákat említette. Figyelmeztetett a keresztényeket érő kihívásokra és a keresztény dogmák elleni támadásokra. Beszélt a filozófia és a keresztény doktrína kapcsolatáról, a filozófia irányzatairól és megemlített számos filozófust, valamint azok véleményét. Végül beszélt a keresztényeknek a bölcsészettudományok fejlődésében játszott szerepéről, és az oktatásnak ehhez való hozzájárulásáról.
Második rektori ciklusában, az 1903/1904-es tanévben az egyetem történetében először nem volt beiktatás és rektori beszéd sem. Viharos időszak volt az egyetem számára, mert a hallgatók a növekvő magyarosítás nyomása alatt Khuen-Héderváry Károly bán ellen tüntettek. 1903 május végén a tüntető diákok koszorút helyeztek el Jelačić bán szobra előtt. A térről visszatérve az egyetem épületébe összecsaptak a rendőrökkel. A konfliktus az egyetem autonómiájának megsértésével végződött, mert a rendőrség végül erőszakkal behatolt az épületbe, bezárta a bejáratokat, és őrizetbe vett mindenkit, akit ott talált. A diákok tiltakozásul megtagadták a rektor beiktatásán való részvételt a következő három évre. Az első ilyen év éppen Bujanović professzor második rektori ciklusára esett, ezért a rendezvényt meg sem tartották.
Bujanović nem vett részt ezekben az eseményekben. Többnyire a teológia különböző területeiről, mindenekelőtt a dogmától és az erkölcstől publikált cikkeket a Bosznia-Szerémi Egyházmegye Közlönyében, valamint a Katolički list és a Bogoslovska smotra katolikus folyóiratokban. A témák változatosak voltak, a katolikus ünnepek teológiai értelmezésétől és történeti áttekintésétől a katolikus dogmák védelmén át, a teológia mint tudomány viszonyulása az ökumenizmushoz. Az 1914-től 1918-ig tartó háborús időszakban Bujanović magánéletére vonatkozóan nem találunk adatokat, tudományos pályafutása azonban ugyanabban az ütemben folytatódott. Az egyetemen töltött utolsó évében már sokat betegeskedett. 1921-ben nyugdíjba vonult, azonban alig két hónappal később meggondolta magát, visszavonta nyugdíjkérelmét, majd nyáron visszatért az előadásokhoz. Végül a király 
1922. november 22-én kelt rendeletével nyugdíjazta Bujanovićot és a Szent Száva Rend III. fokozatával tüntette ki. Igyekezett befejezni tudományos dolgozatait, és azok sajtó alá rendezésével volt elfoglalva. Utolsó megjelent könyve az 1922-ben kiadott és Eszéken kinyomtatott „Kristologija i soteriologija” volt Isten megtestesült Fiáról és a megváltás művéről.
Bujanović élete utolsó éveit Zágrábban és a Szlavóniában örökölt mandićevci birtokán töltötte
A már említett állami kitüntetés mellett külföldi állami és egyházi hatóságok is kitüntetésben részesítették. XV. Benedek pápa 1914 decemberében apostoli protonotáriusi kitüntetésben részesítette. 1927. március 28-án halt meg Zágrábban.

## Főbb művei
- Eshatologija (1894),
- Sveti sakramenti (I–II, 1895–98),
- Mariologija… (1899),
- Kristologija i soteriologija… (1922).